# Bechir Ben Saïd
Bechir Ben Saïd (arabisch بشير بن سعيد, DMG Bašīr b. Saʿīd; * 29. November 1992 in Gabès) ist ein tunesischer Fußballtorhüter.

## Karriere

### Klub
Er wechselte zur Saison 2014/15 von der U19 der AS Gabès fest in die erste Mannschaft. Seit der Spielzeit 2017/18 hütet er das Tor bei der US Monastir. Hier wurde er in der Saison 2019/20 Pokalsieger und 2021 Superpokalsieger.

### Nationalmannschaft
Saïd war Teil des Kaders der tunesischen A-Nationalmannschaft beim FIFA-Arabien-Pokal 2021, bekam dort jedoch keinen Einsatz. Seinen ersten bekannten Einsatz erhielt er am 12. Januar 2022 in der Gruppenphase des Afrika-Cup 2022, bei der 0:1-Niederlage gegen Mali. Trotz zweier Niederlagen in der Gruppenphase schaffte es das Team bis ins Viertelfinale, wo es gegen Burkina Faso ausschied. Seitdem wurde Saïd noch in mehreren Qualifikationsspielen eingesetzt.